# Museum Redecz Krukowy

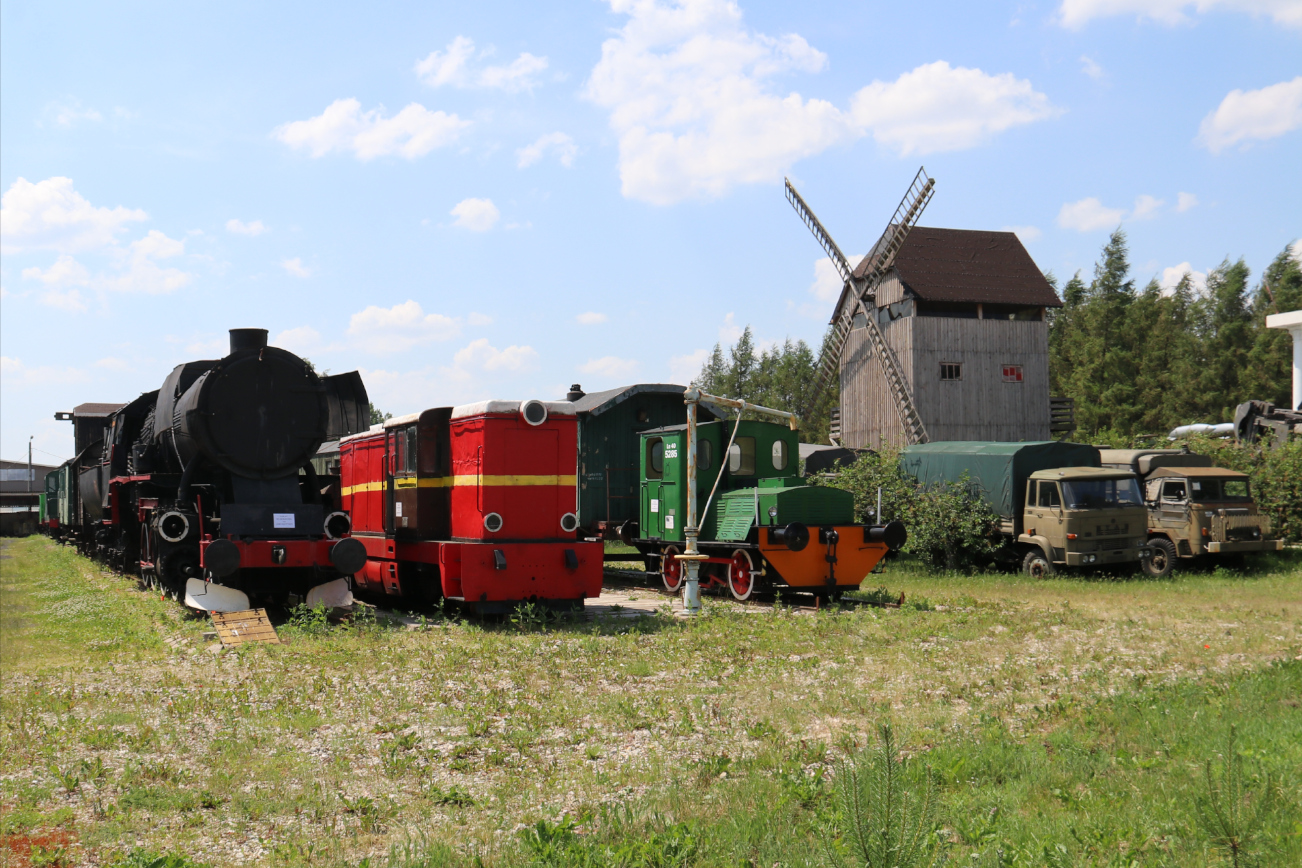
Museum Redecz Krukowy

Das Museum Redecz Krukowy im Ort Redecz Krukowy im polnischen Powiat Włocławski (Woiwodschaft Kujawien-Pommern) wurde 2009 eröffnet.
Das aus mehreren Abteilungen bestehende Museum befindet sich in einer ehemaligen Fabrik im Ort Redecz Krukowy an der Droga krajowa 62 von Brześć Kujawski nach Radziejów, in der bis 2008 produziert wurde. Eigentümer des Museums ist Janusz Borkowski, Inhaber der Landwirtschaftsmaschinenfabrik „Krukowiak“ in Brześć Kujawski.

## Vorgeschichte
Auf dem Bauernhof der Familie Borkowski hat die Landmaschinenfabrik „Krukowiak“ ihre Wurzeln. Das Unternehmen wurde 1977 gegründet und eroberte zunächst den heimischen Markt. Schließlich wurde die Firma zu einem bedeutenden Maschinenexporteur in viele Länder der Welt.
Als 2008 eine moderne Produktionshalle in Brześć Kujawski in Betrieb genommen wurde, wurde das Werk in Redecz Krukowy geschlossen. In den ehemaligen Produktionshallen wurde zuerst das Museum für Agrartechnologie und ländliche Wirtschaft eingerichtet.

## Museum für Agrartechnologie und ländliche Wirtschaft
Das Museum für Agrartechnologie und ländliche Wirtschaft (polnisch Muzeum Techniki Rolniczej i Gospodarstwa Wiejskiego) wurde 2009 gegründet. Die meisten Exponate stammen aus der Familiensammlung des Besitzers oder von privaten Spendern.
Die Sammlung umfasst landwirtschaftliche Maschinen und Geräte, Autos und Motorräder, Pferdekutschen, Alltagsgegenstände sowie Ausrüstung für Geschäfte, Werkstätten und Büros. Darunter sind ein Simca-Fiat aus der Zeit vor 1939, Niemen-Mopeds, Pionier-Radios aus der polnischen Rundfunkgerätefabrik in Dzierżoniów aus dem Jahr 1949, Fernsehgeräte der Marke Neptun des polnischen Herstellers Unimor sowie Drehmaschinen der Firma Gerlach aus Warschau aus den Jahren 1898 und 1905.

## Kujawiesches Museum für Waffen, Wissenschaft und Technologie
Die zweite Abteilung des Museums ist das etwas später gegründete Kujawiesche Museum für Waffen, Wissenschaft und Technologie (polnisch Kujawskie Muzeum Oręża, Nauki i Techniki). Dort sind Militaria, Uniformen und Erinnerungsgegenstände aus Kriegszeiten ausgestellt. Im Freigelände steht ein Mehrzweckflugzeug des Typs Wilga des Herstellers Państwowe Zakłady Lotnicze.

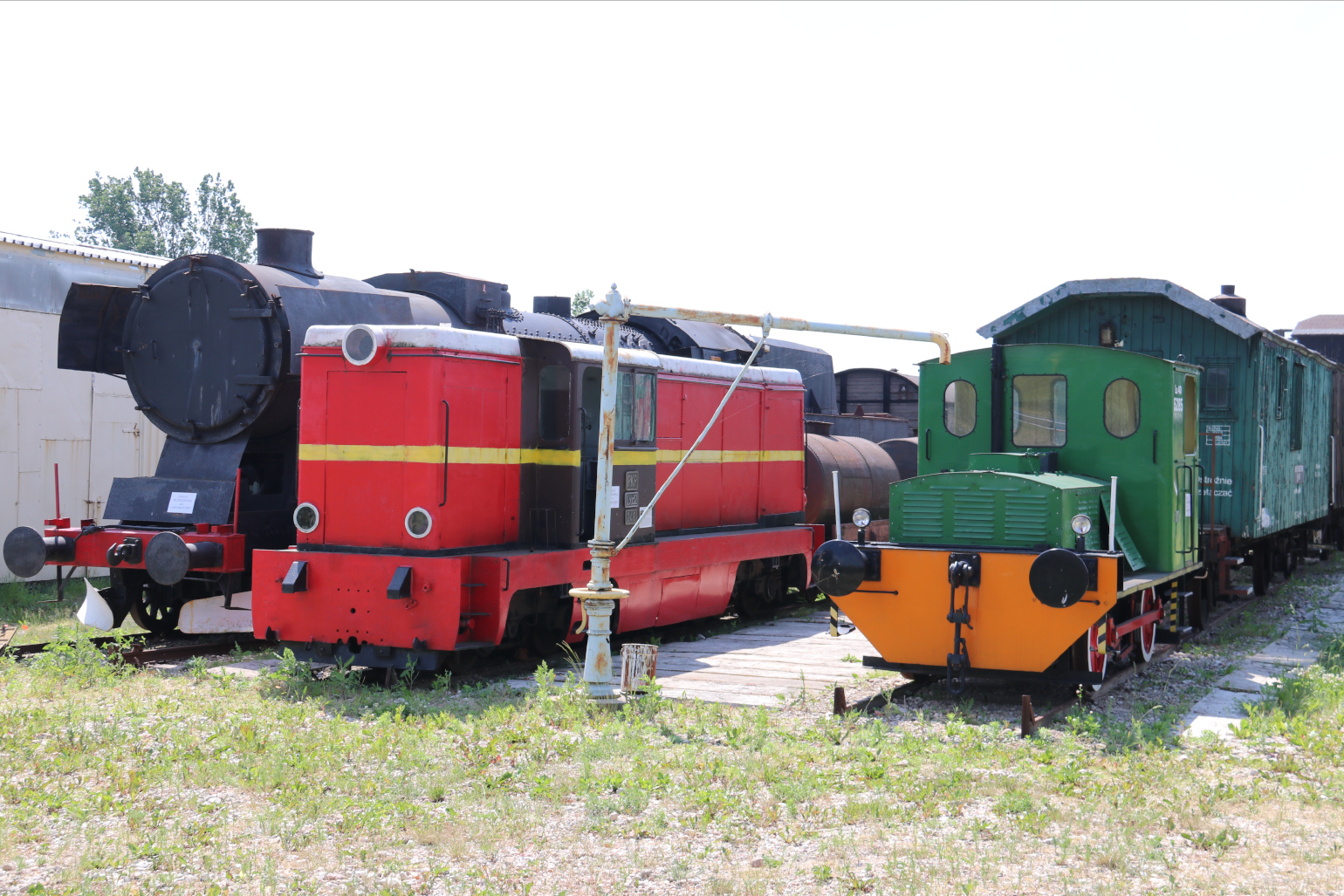
Ty2-666 (52 6205) + Lxd2 246 + Ls40 5285 im Freigelände des Eisenbahnmuseums Redecz Krukowy

## Kujawiesches Eisenbahnmuseum
Am 1. Juli 2017 wurde das Kujawiesche Eisenbahnmuseum (polnisch Kujawskie Muzeum Kolei) eröffnet.
Die Sammlung des Museums umfasst historische Dampf- und Diesellokomotiven, Güterwagen und Personenkraftwagen, Draisinen und Straßenbahnwagen. Vorhanden ist zudem ein kleiner Bahnhof mit Ausstattung sowie eine historische Sammlung von Eisenbahnzubehör.